# Humphrey Spender
Pour les articles homonymes, voir Spender.
Humphrey Spender (19 avril 1910 – 11 mars 2005) est un photographe, peintre et designer britannique. 

## Famille et éducation
Humphrey Spender est le troisième fils de Harold Spender, journaliste et écrivain britannique. La mère d'Humphrey, Violet Schuster, était originaire d'une famille allemande ayant émigré en Grande-Bretagne dans les années 1870. Violet est décédée en 1921 et Harold Spender est décédé en 1926. Humphrey avait deux frères, le poète Stephen Spender et le scientifique et explorateur Michael Spender. Il avait aussi une sœur, Christine. 
Humphrey Spender apprend la photographie dès son plus jeune âge grâce à son frère aîné Michael Spender, après avoir reçu un appareil photo de marque allemande pour son dixième anniversaire. Il fréquente d'abord l'école de Gresham (à Holt, Norfolk), puis étudie l'histoire de l'art à l'Université de Fribourg pendant un an. Là, il retrouve son frère, Stephen Spender, installé en Allemagne, et rencontre d'autres personnalités littéraires, et notamment l'écrivain Christopher Isherwood. Ce dernier utilisera une photographie d'Humphrey Spender pour la première couverture de son livre "Adieu à Berlin" en 1939. C'est pendant cette période également que Spender découvre la photographie et le cinéma d'avant-garde européen. De retour en Angleterre, Il s'inscrit à l'école d'architecture de l'Architectural Association à Londres, mais le métier d'architecte ne l'attire pas réellement. Peu de temps après avoir obtenu son diplôme, il décide de se lancer dans une carrière photographique. 

## Carrière
Spender créé un studio de photographie sur le Strand à Londres, avec Bill Edmiston, un camarade de l'école d'architecture de l'Architectural Association, avait lequel il entretenait une liaison. Le studio devient rapidement réputé pour ses photographies commerciales. Spender travaille pour la publicité et pour des magazines comme Harper's Bazaar. Au milieu des années 1930, il est contacté par Guy Bartholomew, l'un des directeurs du Daily Mirror. Recruté pour des reportages photographiques, il contribue au magazine sous le surnom de «Lensman». 
Parallèlement, il devient membre du mouvement d'observation sociale Mass Observation, et prend en photo le quotidien des communautés ouvrières. Ses photographies les plus célèbres sont celles du «Worktown Study» (Worktown était le nom de code utilisé pour désigner la ville de Bolton, dans la région Manchester). Prises entre 1937 et 1940, ses photographies brossent un portrait sociologique de l'Angleterre de l'entre-deux guerres et illustrent tous les centres d'intérêt du projet Mass Observation : la politique et les élections ; la religion ; des scènes de rue ; des paysages industriels ; des lieux publics comme la bourse de l'emploi à Bolton ou la bibliothèque ; des scènes de marché; des bâtiments en construction ; le sport et les loisirs ; le travail dans les usines textiles ; les congés dans la station balnéaire de Blackpool ; des panneaux publicitaires et publicités ; des graffiti. Spender photographie également d'autres membres de ce groupe, comme Tom Harrisson son fondateur. Spender est rejoint dans ce projet d'envergure par d'autres artistes, comme Julian Trevelyan, Graham Bell, mais aussi Charles Madge ou Humphrey Jennings, appartenant tous deux au mouvement surréaliste anglais, rencontres artistiques qui ont probablement eu une influence sur la qualité esthétique de ses photographies.  
Humphrey Spender travaille également pour le magazine Picture Post très rapidement après sa création en 1938 : il révèle au grand public les images de la grande pauvreté de certaines régions de l'Angleterre sévèrement touchées par la Grande Dépression. Pionnier de la photographie documentaire au regard humaniste, il immortalise notamment des mouvements sociaux de protestation marquants de cette période, comme la "croisade de Jarrow" en 1936 ou la grève des apprentis à Bolton en 1937. 
Pendant la Seconde Guerre mondiale, Spender intègre le Royal Army Service Corps avant d'être nommé photographe de guerre officiel. Il assure des missions pendant lesquelles il analyse des images de photo-reconnaissance, identifiant les sites où sont susceptibles d'être positionnées des fusées allemandes, et travaille à l'élaboration de cartes pour préparer le débarquement du Jour J en France. 
En décembre 1944, pendant la Seconde Guerre mondiale, Humphrey Spender séjournait à l'hôtel Gruenwalder à Innsbruck, en Autriche, pour une mission de reconnaissance qu'il effectuait pour la British Army. Le 17 décembre, il aurait rencontré Heinrich Himmler, chef des SS nazis, arrivé à cet hôtel à l'improviste avec un groupe de soldats.  
Après la démobilisation, Spender reprend ses reportages pour le Picture Post mais abandonne progressivement la photographie. Après avoir gagné un prix de création de design textile, il intègre le Royal College of Art à Londres comme enseignant en 1953 et y travaillera jusqu'à sa retraite en 1975. Parallèlement, il continue à exercer ses talents de peintre. Ses toiles sont présentées au public lors d'expositions collectives, comme la Redfern Galleries ou la Leicester Galleries à Londres.  
Une exposition rétrospective de ses photographies a eu lieu au centre international d'art contemporain Arnofini à Bristol en 1982. Un livre avec une sélection de ses photographies pour le projet Mass Observation ("Worktown people : photographs from Northern England 1937-38") est également paru en 1982. 
À partir de 1968, Spender a vécu à Maldon, Essex, dans le hameau de Ulting, dans l'un des premiers bâtiments conçus par l'architecte Richard Rogers.

## Mariages
La première épouse de Spender, Margaret Low (dont il avait adopté le fils), est décédée en 1945. Un poème de Stephen Spender, frère d'Humphrey, lui est dédié ("Elegy for Margaret"). Sa deuxième épouse, Pauline Wynn, avec qui il a eu un fils, est décédée en 2003. Il a ensuite épousé la photographe Rachel Anne Hewitt, fille du peintre James Roy Hewitt. 